# Distrito electoral de Carterville (condado de Williamson, Illinois)
Carterville (en inglés: Carterville Precinct) es un distrito electoral ubicado en el condado de Williamson en el estado estadounidense de Illinois. En el Censo de 2010 tenía una población de 8733 habitantes y una densidad poblacional de 90,79 personas por km².

## Geografía
Carterville se encuentra ubicado en las coordenadas 37°44′0″N 89°5′51″O / 37.73333, -89.09750. Según la Oficina del Censo de los Estados Unidos, Carterville tiene una superficie total de 96.19 km², de la cual 70.99 km² corresponden a tierra firme y (26.19%) 25.2 km² es agua.

## Demografía
Según el censo de 2010, había 8733 personas residiendo en Carterville. La densidad de población era de 90,79 hab./km². De los 8733 habitantes, Carterville estaba compuesto por el 92.85% blancos, el 2.69% eran afroamericanos, el 0.29% eran amerindios, el 1.1% eran asiáticos, el 0% eran isleños del Pacífico, el 0.76% eran de otras razas y el 2.31% pertenecían a dos o más razas. Del total de la población el 2.29% eran hispanos o latinos de cualquier raza.